# Sando (funcionario)
Sando (alternativamente Sanduo, San To, Sadowo; chino:三多; pinyin: Sānduō; mongol: Сандо; 1876-1941), nombre de cortesía Liuqiao (chino:六橋), fue un funcionario de la dinastía Qing y más tarde de la República de China, que sirvió como el 62.º y último Amban Qing (昂邦; Comisionado Residente) de Mongolia Exterior de 1909 a 1911. Aunque étnicamente un mongol, la agresiva implementación por parte de Sando de las reformas ordenadas por Pekín, incluida una mayor inmigración de la etnia Han a la zona y una rápida acumulación de un ejército sinizado para defenderse de la creciente influencia rusa, exasperó a los mongoles y precipitó movimientos de los nobles Jaljas para declarar la independencia de China en 1911.

## Primeros años
Sando nació en 1876 en Hangzhou, provincia de Zhejiang, como miembro de la Bandera Mongola Blanco Liso. Estudió con el destacado erudito chino Yu Yue y más tarde se convirtió él mismo en erudito. También se cree que estudió en Japón durante un tiempo. A una edad temprana ingresó al servicio civil manchú y ocupó varios cargos civiles y militares de alto nivel en Zhejiang, Pekín y Hohhot. Se desempeñó como prefecto del gobierno de Hangzhou y luego fue nombrado director de la Academia Militar de Hangzhou. En 1902 se trasladó a Pekín, donde se convirtió en rector de la Universidad Imperial. En 1907, se convirtió en Consejero de la Junta de Administración Civil. En 1908, fue nombrado Fu du-tong (副都統), o teniente general adjunto en Guihua (actual Hohhot). Con el tiempo escribiría al menos siete volúmenes de poesía y se interesó profundamente en la arqueología y la historia de Mongolia.

## Amban de Urga

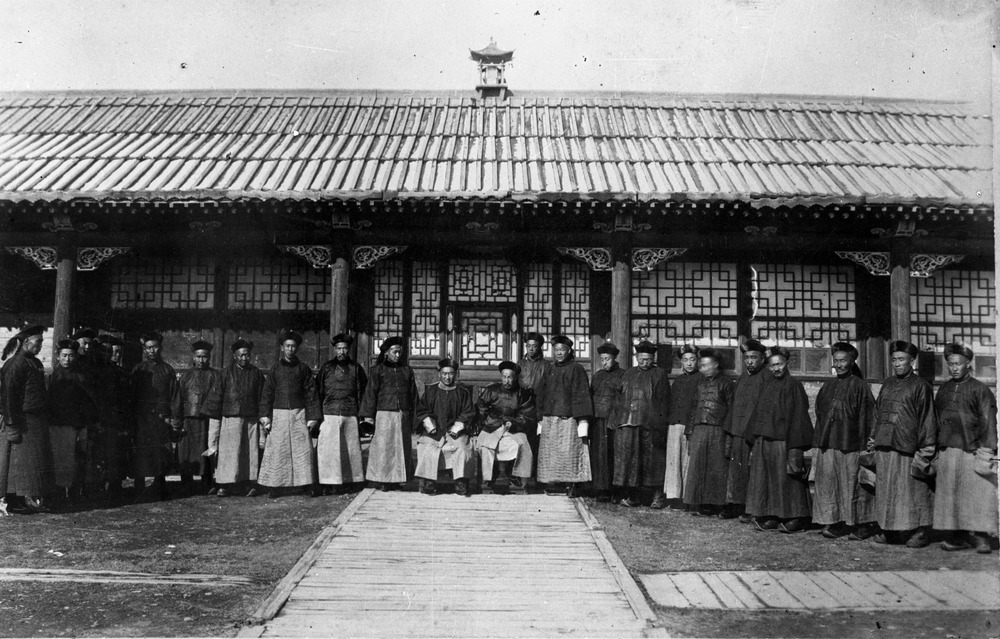
Sando como Amban de Urga, 1910

Sando fue nombrado Amban de Urga (hoy Ulán Bator), responsable de los aimags de Tsetsen Khan y Tüsheet Khan, el 26 de noviembre de 1909. A su llegada en marzo de 1910, implementó en rápida sucesión una serie de proyectos y reformas políticas Qing de la "Nueva Administración". Promovió una mayor inmigración de agricultores Han, que en su opinión era una forma más efectiva de contrarrestar la expansión de la influencia rusa en el área que simplemente guarnecer tropas, y desarrolló la capacidad militar Qing estableciendo una Oficina de Entrenamiento Militar bajo el liderazgo dominante de Jefe de Estado Mayor del Ejército, coronel Tang Zaili (唐在礼), quien reclutó por la fuerza a mongoles, incluidos lamas, en la caballería y los chinos locales en el batallón de ametralladoras. Para hacer cumplir la ley y el orden, Sando reclutó a 100 patrulleros y 44 policías y impuso impuestos sobre el oro, la madera, los carruajes y los camellos para subsidiar el establecimiento de tribunales de justicia eficaces. Introdujo mejoras en las operaciones postales entre Urga y Pekín, el sistema educativo y la salud y el saneamiento (por ejemplo, introdujo alumbrado público en la capital y creó los primeros baños públicos). Envió agentes para investigar el potencial de recursos naturales de Mongolia Exterior, creó la Oficina de Cultivo para explotar las posibilidades agrícolas, especialmente en la zona central de Tusheet Khan del país, y planeó la construcción de un ferrocarril entre Urga y Pekín.
Los mongoles locales de Jalja, inquietos por la brutalidad de Sando y el rápido ritmo de las reformas, vieron estos movimientos como poco más que una colonización decidida del país. El apoyo de Sando sufrió aún más después del incidente de Deyiyong en abril de 1910. Cuando una disputa de precios entre monjes mongoles y carpinteros chinos en Urga rápidamente derivó en un motín, Sando respondió con dureza, liderando personalmente la respuesta armada en el monasterio de Gandan, el principal monasterio de la ciudad. Los lamas que protestaban apedrearon a él y a sus tropas, obligándolos a retirarse. Indignado, Sando exigió que el líder espiritual mongol, el Jebstundamba Kutuktu, entregue a un lama en particular que se cree que es el cabecilla del incidente. El Kutuktu se negó y Sando lo multó. En respuesta, representantes del Jebstundamba Kutuktu solicitaron al gobierno Qing que destituyera a Sando, pero sin éxito.
Siguieron otros incidentes, todos ellos subrayando la disminución de la autoridad de Sando. Un noble menor, Togtok Taij, con una pequeña banda, con la connivencia de funcionarios mongoles locales, había saqueado varias tiendas de comerciantes chinos en el este de Mongolia. Dos destacamentos de soldados enviados por Sando para capturar a Togtok murieron después de ser atraídos a una trampa. Los príncipes mongoles se resistieron a proporcionar soldados al ejército de Sando. Además, el príncipe del koshuun que Togtok había asaltado rechazó la exigencia de Sando de pagar compensación a los comerciantes chinos saqueados.
Sando y toda su administración terminaron siendo despreciados por sus tácticas opresivas. La oposición a la administración de Sando continuó extendiéndose, en particular a los duros intentos de Tang Zaili de reforzar el control militar sobre Mongolia Exterior. Las tácticas de Tang finalmente llevaron a su destitución después de que los líderes mongoles y el embajador ruso presionaron a Pekín. Sin embargo, con el colapso del gobierno Qing, Sando encontró que el apoyo de Pekín disminuía. Creyendo que su posición era insostenible, Sando telegrafió al gobierno central pidiendo permiso para dimitir, pero su solicitud fue denegada.

### Delegación a San Petersburgo
La contundencia de Sando fue un factor en la decisión de los nobles mongoles, entre ellos el príncipe Tögs-Ochiryn Namnansüren, Da Lam Tserenchimed y Mijiddorjiin Khanddorj, con la bendición del Jebstundamba Kutuktu, de enviar una delegación a San Petersburgo en 1911 para buscar el respaldo ruso para la independencia de Mongolia de China. En una carta al gobierno ruso, la delegación de Mongolia acusó a los Qing de colonizar agresivamente Mongolia Exterior, crear unidades administrativas chinas, debilitar el poder de las instituciones gubernamentales locales de Mongolia y reemplazar las guarniciones mongolas con tropas chinas a lo largo de la frontera entre Mongolia y Rusia. Proclamaron su intención de declarar la independencia para salvar a su país del destino de la colonización abierta por parte de chinos étnicos como el que sufrieron sus parientes de Mongolia Interior.
Al enterarse de la misión de Mongolia a Rusia, el gobierno Qing ordenó a Sando que investigara. Sando convocó inmediatamente al jefe de la administración eclesiástica de Kutuktu (Ikh shav'), el Erdene Shanzav Gonchigjalzangiin Badamdorj, y exigió una explicación. Badamdorj, alegando que no había estado involucrado, reveló todo el complot a Sando, quien luego exigió que Kutuktu retirara su solicitud de tropas rusas. El Kutuktu estuvo de acuerdo, siempre que Sando desmantelara la Nueva Administración. Sando telegrafió a Pekín pidiendo instrucciones y le dijeron que partes de la Nueva Administración podrían retrasarse.
Había llegado el momento de la conciliación, Sando optó por intimidar. Ordenó a los príncipes de Urga que firmaran una declaración en la que se afirmaba que sólo unas pocas personas habían sido responsables del llamamiento a Rusia. Los príncipes hicieron tal declaración, pero sólo oralmente. Sando luego ordenó a los mongoles que no tuvieran más contacto con el consulado ruso, amenazando en caso de desobediencia con traer 500 tropas adicionales a Urga y armar a la población china en la ciudad. Colocó centinelas alrededor del palacio de Kutuktu con órdenes de impedir la entrada de visitantes rusos. Y envió un contingente de tropas a la frontera ruso-mongol para interceptar a la delegación mongola en Rusia a su regreso.

### Independencia de Mongolia
Mientras tanto, la delegación mongola en Rusia regresó en secreto e informó de los resultados de su viaje a un grupo de príncipes y lamas. Redactaron un memorial conjunto para los Kutuktu preguntando qué debería hacer Mongolia en lugar de los levantamientos provinciales. Aconsejó que los mongoles formen su propio estado. El 1 de diciembre de 1911, una delegación de nobles y lamas visitó la oficina de Sando y le informó de su decisión de declarar la independencia e instalar a Kutuktu como emperador. Sando suplicó a la delegación. Admitió que lo que había sucedido era el resultado de su propia locura y prometió recomendar plena autonomía para Mongolia, pero no la independencia. La delegación respondió secamente que había venido simplemente a entregar un mensaje, no a debatirlo. A Sando se le ordenó abandonar el país en un plazo de 24 horas. Había poco que Sando pudiera hacer. Sólo tenía 150 soldados, que en cualquier caso estaban de mal humor debido a los atrasos en los pagos atrasados. Al día siguiente, sus soldados fueron desarmados por milicianos mongoles, así como por cosacos rusos del convoy consular bajo el mando de Grigory Semiónov, futuro Atamán. Sando y su personal se trasladaron al recinto del consulado ruso por su propia seguridad y luego fueron escoltados a la frontera rusa por cosacos el 5 de diciembre.

## Después de Mongolia
Desde allí, Sando viajó a Mukden en Manchuria, donde recibió un telegrama expresando el asombro del emperador por la incapacidad de Sando para controlar a los mongoles. El Amban fue destituido de su cargo y se le ordenó esperar una investigación sobre su conducta. La caída de la dinastía Qing en febrero de 1912 le salvó de una mayor vergüenza, o de algo peor.
Sando continuó su carrera pública en la recién creada República de China. En octubre de 1912 fue nombrado teniente general adjunto en Mukden, y al mes siguiente fue nombrado simultáneamente teniente general adjunto de Jinzhou. En septiembre de 1920, con el apoyo de Zhang Zuolin, se convirtió en director de la Oficina de Emigración y Trabajo de Pekín. En diciembre de 1921 se convirtió en Jefe de la Oficina de Nombramientos Civiles del Gabinete. En junio de 1922 fue nombrado Director Asociado de la Oficina de Ayuda contra el Hambruna y en octubre del mismo año fue nombrado director del Colegio de Mariscales. La información sobre los últimos años de la vida de Sando es vaga. Sin embargo, se cree que murió en 1941 durante la segunda guerra sino-japonesa.